# Okres Malacky
Der Okres Malacky ist eine Verwaltungseinheit im Westen der Slowakei mit 79.982 Einwohnern (31. Dezember 2024) und einer Fläche von 949,46 km².

## Geographie und Verkehr
Er bildet den ganzen nördlichen Teil des Bratislavský kraj und grenzt im Norden an die Bezirke Senica und Trnava, im Süden an den Okres Pezinok und die Bratislavaer Bezirke Bratislava III und Bratislava IV sowie im Westen durch den Fluss March getrennt an den Bezirk Gänserndorf in Österreich.
Der Okres gehört flächenmäßig zu den größten und ist zugleich der westlichste in der Slowakei. Den Großteil der Fläche nimmt das Tiefland Záhorská nížina ein, genauer dessen Teil Borská nížina. Typisch für diese Region sind angewehter Sand gemeinsam mit dem dort wachsenden Kiefernwald. Die östliche Grenze wird von den Kleinen Karpaten gebildet; dort befindet sich auch der höchste Punkt, Vysoká (754 m n.m.). An der Grenze zu Österreich fließt die March (slowakisch Morava), deren durchschnittliche Abflussmenge bei Moravský Svätý Ján 109 m³/s beträgt. Längere Zuflüsse der March sind die Rudava (45 km) sowie die Malina (58 km).
Quer durch den Okres verlaufen die Autobahn D2 (E 65, Bratislava–Brünn) sowie parallel dazu die Staatsstraße 2. Die anderen Straßen sind die Landesstraße 501 (Lozorno–Brezová pod Bradlom), Landesstraße 503 (Záhorská Ves–Malacky–Pezinok) und die Landesstraße 590 (Malacky–Borský Mikuláš). Es gibt eine Straßenverbindung zum Okres Pezinok über den Pass Baba (527 m n.m.) in den Kleinen Karpaten. Über die March nach Österreich besteht nur eine Fähre zwischen Záhorská Ves und Angern an der March. Ebenfalls bedeutend ist die zweigleisig ausgebaute Bahnstrecke von Bratislava nach Kúty und Skalica. Die in Zohor abzweigenden Linien nach Záhorská Ves und Plavecký Mikuláš sind hingegen nur von regionaler Bedeutung.

## Historische administrative Einheiten
Historisch gesehen liegt praktisch das ganze Gebiet im ehemaligen Komitat Pressburg, mit Ausnahme eines kleinen Gebietes im äußersten Norden, das zum Komitat Neutra gehörte (siehe auch Liste der historischen Komitate Ungarns). Dort gab es zwar einen Stuhlbezirk namens Malacka (dt. Malatzka), der allerdings andere Grenzen hatte, während der Südteil zum Stuhlbezirk Pozsony (dt. Pressburg) gehörte. Seit der Schaffung des heutigen Kreises im Jahr 1923 sind die Grenzen in den Kleinen Karpaten sowie an der March stabil. Zunächst war der Kreis im Vergleich zu den heutigen Grenzen im Norden um neun Gemeinden (Bílkove Humence, Borský Mikuláš, Borský Svätý Jur, Kuklov, Lakšárska Nová Ves, Moravský Svätý Ján, Plavecký Peter, Sekule und Šajdíkove Humence) größer, im Süden jedoch um fünf Gemeinden (Borinka, Marianka, Stupava, Vysoká pri Morave und Zohor) kleiner, da sie zum Okres Bratislava-vidiek kamen. In den Jahren 1923–28 sowie 1940–45 (Erste Slowakische Republik) war der Okres Teil der Verwaltungseinheit Bratislavská župa (Bratislavaer Gespanschaft). In der Verwaltungsgliederung der Tschechoslowakei verlor 1949 der Kreis drei Gemeinden (Bílkove Humence, Borský Mikulás und Šajdíkove Humence) zugunsten des Okres Senica und war in den Jahren 1949–60 Teil des Bratislavský kraj (mit dem heutigen nicht zu verwechseln). Nach der Verwaltungsreform im Jahr 1960 wurde der Kreis aufgelöst und südlich der Linie und einschließlich Gajary–Kostolište–Malacky–Kuchyňa dem Okres Bratislava-vidiek zugeordnet, nördlich davon dem Okres Senica; beide waren Teil des Západoslovenský kraj. Der heutige Okres wurde in der nunmehr unabhängigen Slowakei 1996 im Rahmen der neuen Verwaltungsgliederung eingerichtet und dem Bratislavský kraj zugeordnet.

## Bevölkerung
| Jahr                | 1994   | 2004    | 2014    | 2024     |
| ------------------- | ------ | ------- | ------- | -------- |
| Anzahl der Personen | 62.625 | 65.840  | 70.043  | 79.982   |
| Unterschied         |        | +5,13 % | +6,38 % | +14,18 % |

| Jahr                | 2023   | 2024    |
| ------------------- | ------ | ------- |
| Anzahl der Personen | 79.689 | 79.982  |
| Unterschied         |        | +0,36 % |

## Städte und Gemeinden
Im Okres Malacky gibt es 2 Städte und 24 Gemeinden.
| Stadt*/Gemeinde    | Deutscher Name             | Einwohner 31. Dezember 2024 |
| ------------------ | -------------------------- | --------------------------- |
| Borinka            | Ballenstein                | 904                         |
| Gajary             | Gayring                    | 3215                        |
| Jablonové          | Apfelsbach                 | 1429                        |
| Jakubov            | Jakobsdorf                 | 1815                        |
| Kostolište         | Kirchenplatz               | 2344                        |
| Kuchyňa            | Kuchel                     | 1798                        |
| Lozorno            | Losorn                     | 3158                        |
| Láb                | Laab                       | 2207                        |
| Malacky*           | Malatzka                   | 18.810                      |
| Malé Leváre        | Kleinschützen              | 1819                        |
| Marianka           | Marienthal                 | 2341                        |
| Pernek             | Bäreneck                   | 899                         |
| Plavecké Podhradie | Blasenstein                | 727                         |
| Plavecký Mikuláš   | Blasenstein-Sankt Nikolaus | 740                         |
| Plavecký Štvrtok   | Blasenstein-Zankendorf     | 2609                        |
| Rohožník           | Rohrbach                   | 3523                        |
| Sološnica          | Breitenbrunn               | 1662                        |
| Studienka          | Hausbrunn                  | 1748                        |
| Stupava*           | Stampfen                   | 12.850                      |
| Suchohrad          | Dimburg                    | 683                         |
| Veľké Leváre       | Großschützen               | 3762                        |
| Vysoká pri Morave  | Hochstetten                | 2221                        |
| Zohor              | Sachern                    | 3774                        |
| Záhorie            | Marchauen                  | 124                         |
| Záhorská Ves       | Ungeraiden                 | 1882                        |
| Závod              |                            | 2938                        |

Das Bezirksamt ist in Malacky, eine Zweigstelle in Stupava.

## Kultur
In dem Artikel Denkmalgeschützte Objekte im Okres Malacky findet man Informationen über die vom slowakischen Denkmalamt geschützten Objekte im Okres.